# Tarangire nationalpark

 Tarangire nationalpark ligger  i nordöstra Tanzania 118 km sydväst om Arusha och har en yta på 2850 km2. Strax sydväst om parken ligger Manyarasjön och genom parken rinner Tarangirefloden, som givit parken dess namn. Parken är del av ett större ekosystem som också omfattar Manyara nationalpark i norr och fem omgivande djurskyddsområden. Under torrperioden lockar floden stora mängder djur att samlas eftersom floden är den enda permanenta vattenkällan i området för att åter spridas ut under regnperioden.

## Djurliv
Tarangileparken utmärker sig för sina stora afrikanska elefanthjordar, många baobabträd och pytonormar, lejon och leoparder som klättrar i träden.

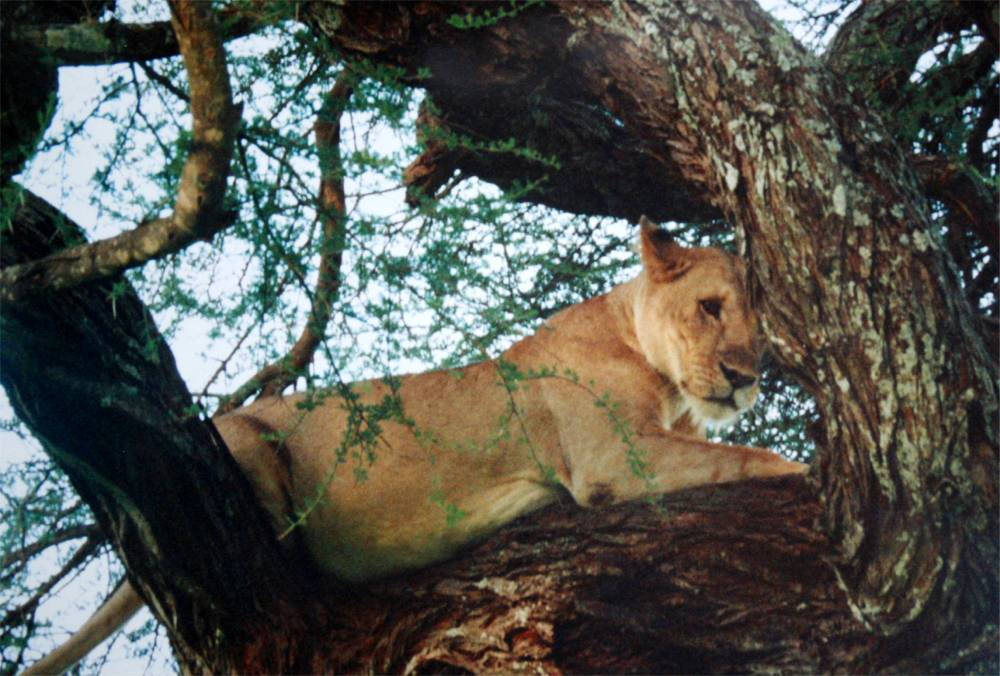
Trädklättrande lejon
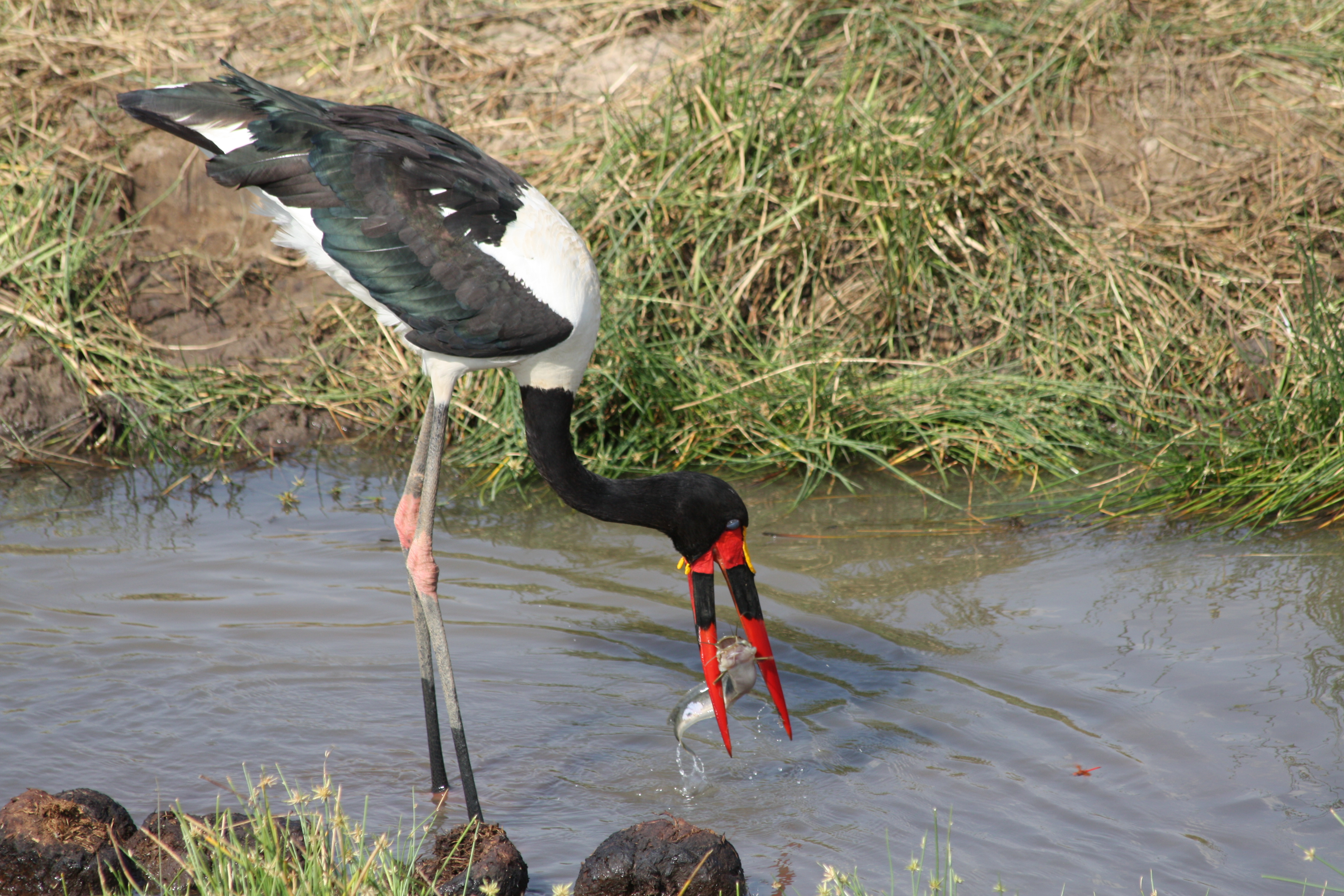
Sadelnäbbstork
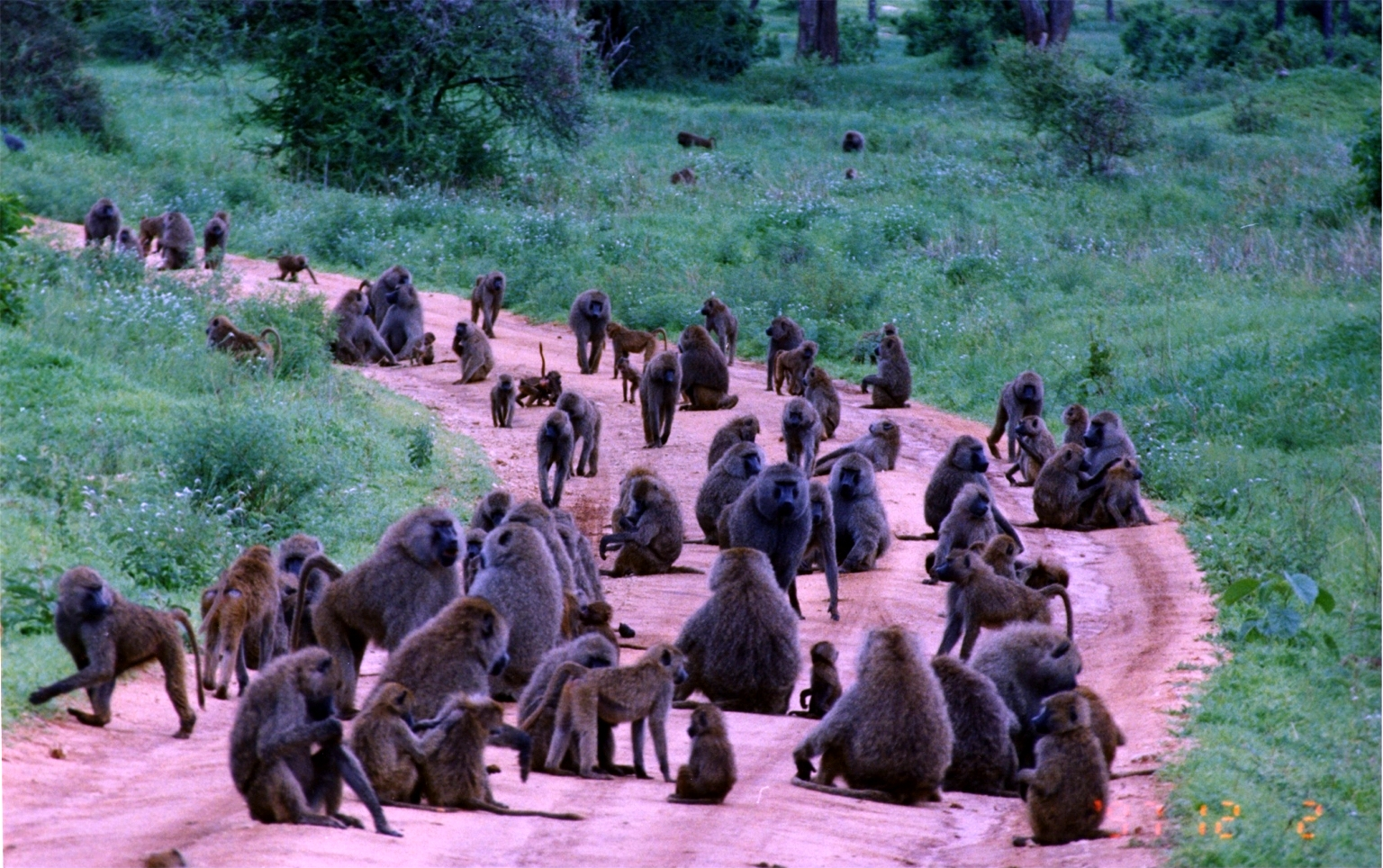
Babianer

I träsken i parken häckar det största antalet arter i ett enskilt habitat i världen – 550 stycken. Parken rymmer också en stor mängd fåglor som häckar i träsken i parken. Exempel på fåglar i parken är koritrapp,  struts, markhornkorp och svarthuvad dvärgpapegoja.

## Miljöförändringar
I Tarangire finns över 2300 elefanter. Under 1960-talet tillbringade elefanterna mycket av sin tid utanför Tarangire fram  till 1970- och 1980-talet då elefanterna blev utsatta för ett omfattande tjuvskytte vilket fick elefanterna att fly in i nationalparken.
Den årliga migrationen hotas av jordbruk runt om parken.

## Säsong
Man kan besöka parken året runt, men de stora mängderna av djur ser man under torrperioden (juni – september).

## Kommunikationer
Att resa till Tarangire från den närmaste staden Arusha 118 km bort. Man kan också flyga in från både Arusha och Serengeti.